# Surname-i Vehbi
Le livre des festivités de Vehbi  ou Surname-i Vehbi (appelé aussi Livre de la fête de la circoncision) est un manuscrit illustré conservé au Palais de Topkapi à Istanbul et daté de 1720. Il contient l'histoire des fêtes organisées à l'occasion de la circoncision des quatre fils du sultan Ahmet III. Illustré de 137 miniatures, c'est l'un des plus célèbres manuscrits ottomans.

## Origines du manuscrit
En 1720, le sultan Ahmet III organise des festivités d'une durée de quinze jours en l'honneur de la cérémonie de circoncision de ses quatre fils. Cette cérémonie est une tradition de la monarchie ottomane, de même que la réalisation d'un manuscrit illustré pour en garder le souvenir. Le précédent exemple le plus célèbre est le sürname de Mourad III réalisé à la fin du XVIe siècle. La rédaction du texte est confiée au poète Vehbi et l'illustration des différentes scènes au peintre de la cour Abdulcelil Levni. L'histoire de ces fêtes est racontée au jour le jour, alors qu'elles se déroulent à l'extérieur de la ville. Le manuscrit est toujours conservé dans l'ancienne bibliothèque impériale, au palais de Topkapi. 

## Les miniatures
Le manuscrit contient 137 miniatures toutes placées sur une double page, illustrant les différentes étapes des festivités. Sont ainsi représentés, dans l'ordre chronologique : différents banquets, des spectacles, des défilés de régiments militaires ainsi que de corporations de métiers de la ville, des échanges de cadeaux, des tirs de feux d'artifice. Les représentations sont très réalistes, laissant de côté le style lyrique du texte qu'elles sont censées illustrer. Les figures ainsi représentées sont par contre très stéréotypées, restant fidèle au style de la miniature ottomane traditionnelle dont Levni est l'un des derniers représentants.

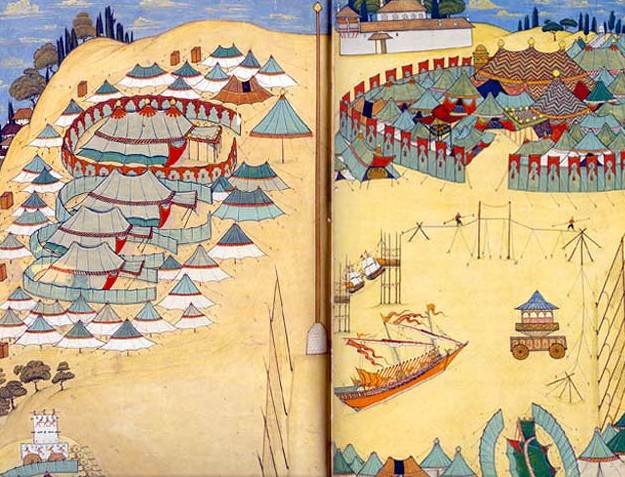
L'installation du campement pour les festivités, f.10v-11R
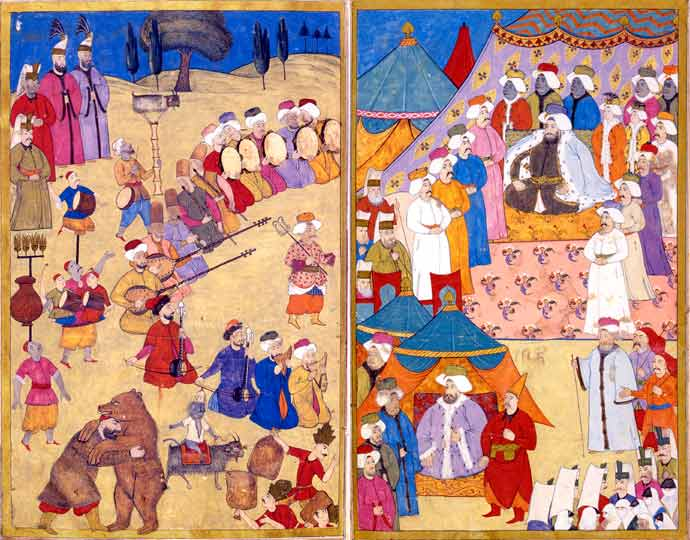
Musiciens, combats d'animaux et acrobates devant le sultan
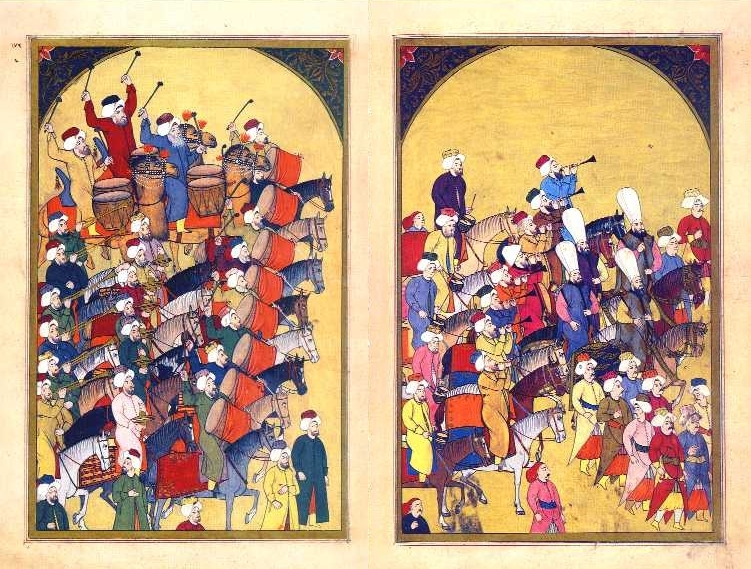
La parade de la circoncision, la fanfare militaire, f.171v-172r